# Стандартные марки США (1922—1931)
Стандартная серия марок США 1922—1931 годов представляет собой регулярный выпуск 27 американских стандартных марок, введённых в обращение Почтовым департаментом США в 1922—1931 годах и предназначавшихся для общего повседневного пользования.

## Общее описание
В отличие от более ранних стандартных серий, на которых присутствовали только портреты Джорджа Вашингтона или Бенджамина Франклина, в этой серии были изображены и другие президенты США. Серия не только восстановила историческую традицию почитания сразу нескольких президентов, но и расширила её. Помимо обычных президентских портретов Линкольна и Гарфилда, в серии были также представлены герой Гражданской войны Улисс Грант и отцы-основатели США — Вашингтон и Джефферсон. Серия также увековечила президентов — Хейса, Мак-Кинли, Кливленда и Рузвельта.
После смерти Хардинга, Уилсона и Тафта было решено дополнить серию регулярных марок портретами этих президентов. В этой же серии Бенджамин Гаррисон получил признание, как великий деятель США, гораздо позже своей кончины (в 1901 году), хотя его портрет уже попадал на почтовые марки в серии 1902 года. В новую серию были также включены портреты следующих известных американцев:
- Марта Вашингтон — первая леди США, жена первого Президента США Джорджа Вашингтона, и
- Натан Хейли — национальный герой США.

Кроме того, данная стандартная серия была первой с 1869 года, на которой были представлены живописные изображения, включая Статую Свободы, здание Капитолия и некоторые другие сюжеты.
В 1869 году, когда была первая попытка изменить стандартные марки, на которых обычно изображались Франклин, Вашингтон и другие государественные деятели, американская общественность восприняла неоднозначно появление марок с иными сюжетами. Однако после выхода в 1922 году новых марок с сюжетными изображениями, в том числен Статуи Свободы, Мемориала Линкольну и даже гравюры американского буйвола, никаких возражений со стороны общественности не последовало. Для верности в этой серии (в отличие от выпуска 1869 года) живописные образы поместили только на марки высоких номиналов. В то же время на более широко используемых низкономинальных марках, например, в 12 центов и ниже, были по-прежнему запечатлены традиционные портреты президентов и других выдающихся личностей Америки.
Эта серия почтовых марок была четвёртой по счёту, которую изготовили в Бюро гравировки и печати. Впервые в истории почты США в серию были включены марки с дробными значениями номинала, а также с изображениями, которые популяризовали Статую Свободы, другие архитектурные памятники и достопримечательности чествовали президентов Уоррена Хардинга, Ратерфорда Хейса, Гровера Кливленда, Теодора Рузвельта, Вудро Вильсона и Уильяма Тафта.
Марки описываемого регулярного выпуска первоначально печатались с помощью плоскопечатной машины, в которую листы вставлялись по одному за один раз. Однако вскоре они стали производиться с использованием ротационной печатной машины Берджамина Стикни (Benjamin Stickney), с слегка меньшими качеством и чёткостью, но при существенном увеличении производстводительности, так как бумага при печати подавалась из непрерывных рулонов. Именно поэтому эта регулярная серия почтовых марок на протяжении периода девяти лет печаталась в трёх размерах и с разной перфорацией, что используется при идентификации определённой серии, к которой принадлежит конкретная марка.

## Дизайн
Окончательные почтовые марки 1922 года были выпущены номиналом начиная от ½-цента до 5 долларов с соответствующим изображением и цветом для каждой. Это был второй выпуск стандартных марок, выпущенных Почтовым департаментом США, где имя изображённой персоналии было прописано на лицевой стороне марки, в отличие от предыдущих марок с изображением Вашингтона и Франклина, напечатанных без определительной надписи. Все марки 1922-31 годов с 1 цента до 15 центов были напечатаны в цветах, идентичных, либо почти идентичных к цветам, используемым в предыдущей «Вашингтонско-Франклинской» серии (новые цвета, конечно, должны быть выбраны для 1½ и 14 центам такие, которые ранее не были предложены). Из марок высшего номинала только 50-центовая марка сохранила свой цвет, используемый в «Вашингтонско-Франклинской» серии, также ещё 2-долларовая марка использовалась в предыдущей серии, выходивший между 1894 по 1918.
Первая марка серии была опубликована 4 октября 1922 года — 11-центовая марка, посвящённая Резерфорду Хейcу, у которого, кстати, в 1922 году был столетний юбилей. Эта марка была впервые выпущена в родном городе Хейса — в Фремонте, штат Огайо. В Вашингтоне одновременно началась продажа новой серии. Марка, посвящённая Хейсу, рассматривается многими коллекционерами как марка, положившая начало коллекционированию конвертов первого дня. Бенджамин Франклин и Джордж Вашингтон, как и раньше, традиционно были изображены на наиболее часто используемых марках номиналом в 1 и 2 цента, которые обычно используются для почтовых карточек. Отличительной особенностью дизайна этой серии является то, что марки, оценивающиеся в 17 центов и выше, появились в альбомном формате, что отличало их от менее дорогих марок (15 центов и ниже), которые соответствуют нормальной портретной ориентации.
Регулярный выпуск был выпущен в трёх основных форматах: листовые марки, катушки марок (длинные полоски одиночных марок проката в формате «катушки») и буклет марок (то есть шесть марок на листе). Были выпущены три серии марок в течение приблизительно двух лет.

## Перечень марок
Каждая из трёх предыдущих серий, изготовленных Почтовым департаментом США, была по крайней мере печатана на бумаге с водяными знаками. Эта первая серия с 1895 года, которую Бюро гравировки печатало без водяных знаков. Каждая из трёх различных серий по-разному перфорирована, первая серия марок перфорирована со всех сторон, (то есть одиннадцать отверстий в двух-сантиметровом промежутке), вторая перфорирована по 10 отверстий со всех сторон и последняя серия перфорирована по 11 отверстий горизонтально и по 10 вертикально. Другие отличительные характеристики включают способ печатания: первая серия была напечатана на плоской типографической пластине, в то время как другие две серии были напечатаны ротационным прессом. Размер рамочных конструкций варьируется в зависимости от номинала, но в целом схожи, отличаются только цветом и типом орнамента, в то время как на центральных образах изображены различные предметы или персоны, а также цифры с номиналом. Изображения третьей серии включали: Ниагарский водопад, статую Свободы и несколько других известных памятников и мест.
|  |  |  |  |

Натан Хейл
Марка в пол цента, выпущенная почтовым отделением США, была началом нового почтового тарифа, установленного в 1925 году. Хейл был выбран для портрета на марку генеральным почтмейстером Гарри Нью. Марка была разработана Обри Хьюстоном, который моделировал образ Хейла с фотографии статуи Хейла, расположенной в Йельском университете.
Бенджамин Франклин
Гравировка портрета Франклина на этой марке была та же, что и на марке предыдущего выпуска Вашингтон—Франклин. Гравировка Маркуса Болдуина, работающего в бюро Почтового департамента США в Вашингтоне, он моделировал свою работу с фотографии гипсового бюста Франклина, созданного Жаном Жаком Каффиери в 1777 году. Эта марка является одной из немногих в серии, которая была выпущена в листах, в рулонах и в виде брошюры.
Джордж Вашингтон
Номинал первой марки составлял 2 цента, эта марка была напечатана миллионным тиражом. Марка продолжает традицию, начатую в 1847 году, изображать Вашингтона на часто используемых марках. Как гравюры Франклина и Маркуса Болдуина, гравировка в этой серии была взята из той же фильеры, что и в предыдущих выпусках, известных как «Вашингтонско-Франклинские».
Авраам Линкольн
Прототипом гравировки этой марки послужила знаменитая марка художника Обри Клэр Хьюстон, который использовал гравюру Линкольна Джорджа Смайли (гравер в бюро гравирования и печати), которая в свою очередь впервые была выпущена в 1894 году. Смайли же срисовал свою гравюру на фотографии Линкольна, сделанной в 1864 году известным фотографом времён гражданской войны Мэтью Брэди. Марка была выпущена на день рождения Линкольна, 12 февраля 1923 года в Вашингтоне, округ Колумбия, и в Ходгенвиле, Кентукки, расположенном рядом с местом рождения Линкольна.

## Галерея
|  |  |  |  |

|  |  |  |  |

|  |  |  |  |

|  |  |  |

|  |  |  |

|  |  |  |